# Steinbergstein
Le Steinbergstein est une montagne qui s’élève à 2 215 m d’altitude dans les Alpes de Kitzbühel, en Autriche.